# Cerro Encayapau
El cerro Encayapau es una elevación de 1210 metros de altitud ubicada en el Departamento El Cuy, provincia de Río Negro, Argentina. Las localidades más cercanas son San Antonio del Cuy y Aguada Guzmán.

## Aspectos geológicos
El cerro Encayapau se formó como un volcán durante el Plioceno Inferior. Es el foco ígneo del Basalto El Cuy, es decir, el volcán desde el que emergió la lava que, cuando se enfrió, dio lugar a una enorme planicie de basaltos.En un perfil sedimentológico del Cerro Encayapau se encuentran depósitos de la Formación Allen, sobre los cuales se presentan estratos de la Formación Collón Curá y, por encima, basaltos de El Cuy.